# Apostolos Nikolaidis (Sänger)

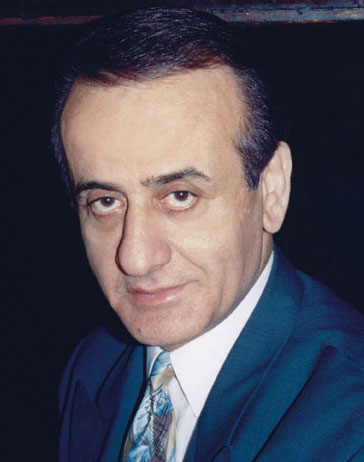
Apostolos Nikolaidis (1995)

Apostolos Nikolaidis (griechisch Απόστολος Νικολαΐδης, * 30. Juni 1938 in Drama; † 22. April 1999) war ein griechischer Sänger. Er wurde in Drama geboren und wuchs in Thessaloniki auf. Er war der erste griechische Musiker, der in den frühen 1970er Jahren zur Zeit der Militärdiktatur die „verbotenen“ ursprünglichen Rembetiko-Lieder mit ihren Originaltexten aufnahm.

## Anfänge und Vorbilder
Als kleiner Junge sang Apostolos die populären Lieder, die er im Radio hörte, und die ihm seine Mutter, eine Näherin, beibrachte. Nachdem er 1951 die Schule abgeschlossen hatte, arbeitete er mit seinem Vater auf dem Bau. Bei der Arbeit sang er für sich selbst und für die, die ihm auf den Baustellen zuhörten.
Als Apostolos im Radio Stelios Kazantzidis singen hörte, den er sehr bewunderte, erkannte er seine Berufung. Zum Leidwesen seiner Eltern kaufte er eine Gitarre, gründete ein Trio und begann in der Nachbarschaft aufzutreten. Die jungen Leute sangen die bekannten Lieder der damaligen Zeit, meistens Schlager von populären Sängern wie Kazantzidis und Grigoris Bithikotsis.
Nachdem er 1962 den vorgeschriebenen Wehrdienst absolviert hatte, ging er nach Athen zu Columbia Records. Columbia war damals die bedeutendste griechische Plattenfirma und die meisten der erfolgreichen Musiker des Landes veröffentlichten ihre Aufnahmen dort. Er stellte sich den Managern des Labels vor und bekam für die gleiche Woche einen Termin zum Vorsingen in den historischen Studios im Athener Stadtteil Risoupoli. Als er dort eintraf, bemerkte er, dass Kazantzidis selbst gerade zu einer Aufnahmesession da war. Aufgeregt wartete er, bis sein Vorbild mit dem Aufnehmen fertig war. Dann sang er, während Kazantzidis noch im Studio war, einen von dessen Hits, Duo portes ehi i zoi. Kazantzidis und Columbia waren beeindruckt und man bot Apostolos an, einen Dreijahresvertrag mit dem Label zu unterzeichnen.
Während er für Columbia Records arbeitete, nahm Apostolos Lieder vieler der damals bedeutendsten Komponisten der Musikbranche auf, darunter Manolis Hiotis (mit dem er eng befreundet war, und der ihn anleitete), Giorgos Lafkas, Vassilis Tsitsanis und Apostolos Kaldaras. Den ersten Song, den er 1962 aufnahm, Esi me pligoses varia, hatte Lafkas geschrieben. Gleichzeitig trat Apostolos bei historischen Veranstaltungen auf, Anemona zusammen mit Lafkas und Kaldaras, Kouinta, To Hriso Vareli, und bei Koulourioti's zusammen mit Kazantzidis und Marinella. Dabei wurde er erstmals einem größeren Publikum bekannt.
Auch wenn Apostolos Songs von vielen der besten Komponisten dieser Zeit zum Aufnehmen bekam, waren im Allgemeinen keine Songs mit Hitpotential dabei und das störte ihn. Aus diesem Grund und auch wegen künstlerischer Meinungsverschiedenheiten verließ Apostolos die Plattenfirma, als sein Vertrag 1965 auslief. 1967 unterzeichnete er bei Vendetta, einer kleinen Plattenfirma, gegründet von den Gesangsstars Panos Gavalas und Poly Panou, die ebenfalls vorher bei Columbia gewesen waren. Sein großer Hit bei Vendetta war 1968 Asimorfoti.

## Nach Amerika
Von der griechischen Plattenindustrie schließlich enttäuscht und auf der Suche nach aussichtsreicheren Möglichkeiten ging Apostolos1968 nach Nordamerika. Einige Jahre arbeitete er mit dem angesehenen Bouzoukispieler Haris Lemonopoulos in Kanada, arbeitete sich zudem in die USA vor und trat in Clubs in Chicago und New York auf. 1969 nahm er seine erste Langspielplatte auf, O Gialinos Kosmos, mit Lemonopoulos an der Bouzouki, trat weiterhin in Edel-Nachtclubs auf und plante ein weiteres Album. Unter den griechischen Musikern in Übersee war es damals üblich, Alben mit Coverversionen aktueller griechischer Hits aufzunehmen, aber Apostolos hatte etwas anderes vor.

## Wiedererweckung des Rebetiko
Bei seiner Tätigkeit in den 1960er Jahren in Griechenland war Apostolos vielen der großen Komponisten des Rembetiko begegnet und hatte mit ihnen zusammengearbeitet, so mit Markos Vamvakaris, Vassilis Tsitsanis, Giorgos Lafkas und Giannis Papaioannou. Diese Komponisten waren in den 40er und 50er Jahren berühmt geworden, aber in der tiefgehend veränderten musikalischen Landschaft der 60er wurden sie auf schmerzhafte Weise missachtet und sogar verfolgt. Von ihnen hatte Apostolos die echten traditionellen Rembetika-Lieder gelernt, die aus Armut, Kampf und Leiden der Flüchtlinge aus Kleinasien in den 20er Jahren entstanden waren. Apostolos' Idee war es, ein Album mit diesen klassischen Rembetika aufzunehmen, mit den ursprünglichen Texten, wie von den Autoren beabsichtigt. Einige dieser Lieder waren niemals mit ihren Originaltexten aufgenommen worden und wurden in Griechenland verboten, als sich 1967 das Militärregime an die Macht putschte.
Das Ergebnis war das Album Otan Kapnizi O Loulas, das 1973 erschien und ein weltweiter Bestseller wurde, da griechische Plattenkäufer auch im fernen Japan Schlange standen, um es sich zu kaufen. In den ersten Jahren nach seinem Erscheinen war das Album in Griechenland illegal. 8-Spur-Kassetten mit Otan Kapnizi O Loulas wurden 1973 und 1974 regelmäßig von den Behörden aus den Autoradios der Athener Taxifahrer beschlagnahmt.
Apostolos Nikolaidis gilt als der erste, der den großen Komponisten der griechischen Rembetika-Musik Anerkennung gezollt und für andere griechische Sänger und Gruppen die Tür geöffnet hat, die damit begannen, diese Art von Songs aufzunehmen und zu einem festen Bestandteil ihrer Repertoires zu machen. Otan Kapnizi O Loulas gilt heute als ein klassisches griechisches Album und wurde weltweit über drei Millionen Mal verkauft – nicht mitgezählt die zehntausenden von Bootlegs, die seit Erscheinen des Albums produziert und verkauft worden sind.

## 1980er und 1990er Jahre
1982 schien es Apostolos, er werde als Stereotyp eines Sängers wahrgenommen, der nur schwerfällige Rembetika spielen kann. Er nahm daher ein Album mit Liebesliedern auf – Den Hriazonte Logia. Das Album verkaufte sich nicht so gut, wie Apostolos gehofft hatte, aber es gab ihm Gelegenheit, zu der Art von Musik zurückzukehren, mit der er 20 Jahre zuvor begonnen hatte.
Rebetikes Stigmes-Magika Tragoudia folgte 1983 auf dem Label VASIPAP. Viele der Songs auf diesem Album wurden von nun an bei seinen Liveauftritte und Konzerten zu oft vom Publikum verlangten Wunschtiteln. Kostas Papadopoulos, einer der angesehensten Bouzoukispieler Griechenlands, arbeitete mit Apostolos an diesem Album.
Zu Beginn der 1980er Jahre trat Apostolos neben seinen Plattenproduktionen auch in verschiedenen bekannten Nachtclubs in und um Athen auf. Er fühlte sich aber von einem Mangel an Integrität und an Möglichkeiten im Musikgeschäft dieser Zeit behindert und ging Mitte der 80er nach New York zurück, um dort wieder aufzutreten und außer seinen alten Klassikern auch neueres Songmaterial vorzutragen.
Apostolos hatte während der späten 1980er und frühen 1990er Jahren weiterhin Auftritte in New York, Toronto, Houston, San Francisco, Vancouver und in Deutschland. Seine zahlreichen begeisterten Fans bescherten ihm allabendlich ausverkaufte Häuser. Nun zählten zu seinen festen Anhängern auch viele jüngere Fans, die mit Apostolos aufgewachsen waren und für die Otan Kapnizi O Loulas auf Dauer eines ihrer Lieblingsalben geworden war.
1991 brachte Apostolos Mia Vradia Me Ton Apostoli heraus – ein Livealbum mit Material, das 1990 und 1991 bei seinen legendären Auftritten im Asteria, einem bekannten griechischen Edelnachtklub in Astoria (Stadtteil von Queens) aufgenommen worden war. Das Album war ein Erfolg. Der darauf enthaltene Titel Otan horevis to tsifteteli (Horepse, horepse) wurde zu einem Hit. Für diesen Erfolg wurde Apostolos 1993 in New York mit seiner zweiten goldenen Schallplatte ausgezeichnet. Das Album erschien 1995 in Griechenland und Otan horevis to tsifteteli wurde in diesem Jahr in Radio und Nachtclubs zu einem der meistgespielten Songs.
Durch den Erfolg angespornt, und nun als noch mehr etablierter und angesehener Künstler, entschloss sich Apostolos Mitte der 1990er, nach Griechenland zurückzukehren. Obwohl die musikalische Landschaft Griechenlands sich seit den 80ern beträchtlich verändert hatte, fand Apostolos die allgemeine Umgebung nun viel besser geeignet, um seine Musik aufzunehmen, aufzutreten und mit seiner Arbeit voranzukommen. Er tat sich mit Giorgos Manisalis zusammen – einem der großen Komponisten von Laika-Liedern aus dem Goldenen Zeitalter der griechischen Musik – und veröffentlichte 1996 und 1997 zwei Alben.
Neben den zwei neuen Alben trat Apostolos in Thessaloniki in Clubs und bei Konzerten auf, wo es nur Stehplätze gab. In Radio- und Fernsehinterviews warb er für sein Werk und beantwortete Fragen über seine Vergangenheit, Gegenwart und Zukunft auf eine freimütige und direkte Art, die für ihn typisch war. Während dieser Zeit gab Apostolos auch Sonderkonzerte in Nord-Griechenland, Zypern und New York.
1998 brachte Apostolos Magia mou pou 'me Paoktzis heraus, eine Ode in zwei Titeln an die Fußballmannschaft PAOK Thessaloniki. Im April 1999 veröffentlichte Apostolos Allagi Frouras, eine Sammlung von laika tragoudia ganz im heutigen Feeling.
Apostolos Nikolaidis starb unerwartet am 22. April 1999 in Athen an Komplikationen einer Krebserkrankung. Für das neue Jahrtausend hatte er einen neuen regelmäßigen Auftritt in einem beliebten Athener Nachtclub geplant, neues Songmaterial und eine Liveaufnahme der klassischen Rembetika-Lieder, mit denen er berühmt geworden war. Seinem Wunsch entsprechend wurden seine Überreste in die Vereinigten Staaten gebracht und dort beigesetzt.

## Diskographie
1961–1967 (45/min-Singles)
| 1961–1964 | 1964–1966 | 1966–1967 |
| --- | --- | --- |
| - Ena psihoulo storgis (aufgenommen 1961, unveröffentlicht) - Tetia apagi na mou lipi (aufgenommen 1961, unveröffentlicht) - Esi me pligoses varia (1962) - O magkas (1962) - Dromo perno (1962) - Hameni mou hara (1962) - Tora pia tipota de mas horizi (1962) - Toksera mia mera (1963) - I kafetzou (1963) - Giati na rotiso ton kosmo (1963) - To ematha-to ematha (1963) - O dais (recorded 1964, unreleased) - Min akous kanena (1964) - Ase me ston pono mou (1964) - Mavres ipopsies (1964) - Mono esi mehis niosi (1964) | - Esena eho ki'afto me ftani (1964) - Mine sto spiti mas (1964) - Rota prota ti kardia mou (1964) - Krata to heri mou sfihta (1964) - Mi to pernis gia astio (1965) - As pethena sta psemata (1965) - Sti kardia mou ali de horai (1965) - Na to prosehis to pedi (1965) - Magia mou kanes (1965) - Ta dika sou ta hadia (1965) - Sighorese patera mou (1966) - Panagia mou ti eho pathi (1966) - Den se thelo gia gineka (1966) - Ise gia menane to pan (1966) | - Stalamatia-stalamatia (1966) - Apo pote allakses glikia mou (1966) - Periplanomeno kormi (1966) - Ti ne afto pou sou simveni (1966) - Tamba toumba (1967) - Petradaki-petradaki (1967) - Lathos ekana megalo (1967) - Eho pikro parapono (1967) - O sosias tis agapis (1967) - Pos na se sighoriso (1967) - Krasi ke dakri (1967) - Plagiasa kato apo t' asteria (1967) - Asimorfoti (1967) - Boemissa (1967) - Eimai apopse sta merakia (1967) - Rota prota ti kardia mou (1967) |

1969–1983 (33/min-Alben)
- O Gialinos Kosmos (1969)
- Otan Kapnizi O Loulas (1973)
- O Arhagelos (1975)
- Ithela Namouna Pasas (1976)
- Ston Adi Antamosane (1977)
- Ta 12 Evagelia T'Apostoli (1979)
- Den Hriazonte Logia (1982)
- Rembetikes Stigmes-Magkika Tragoudia (1983)

1991–1999 (CD-Alben)
- Mia Vradia Me Ton Apostoli Live (1991)
- Ti Mou Thimises Tora (1996)
- Na Haro Magkia (1997)
- Magkia Mou Poume PAOKtzis (Single) (1998)
- Allagi Frouras (1999)

Posthume CD-Ausgaben
- Ta Rembetika T' Apostoli — 3CD Collectors' Set (2002)
- Gi Afto Ke Zo — 11 Unreleased Tracks (2005)
- O Gialinos Kosmos — Remastered Collector's Edition (2007)